# كوم أمبو

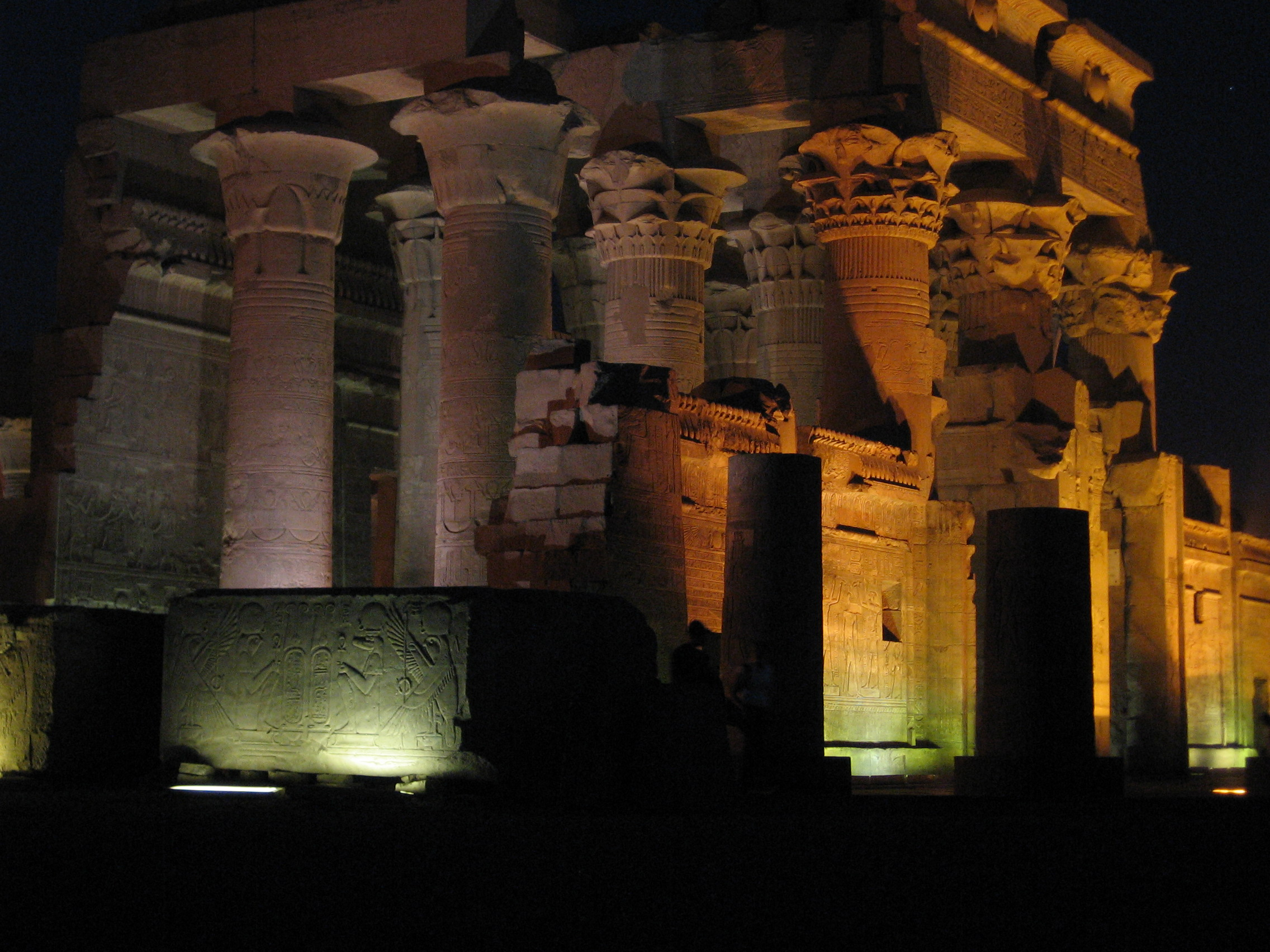
معبد كوم أمبو.

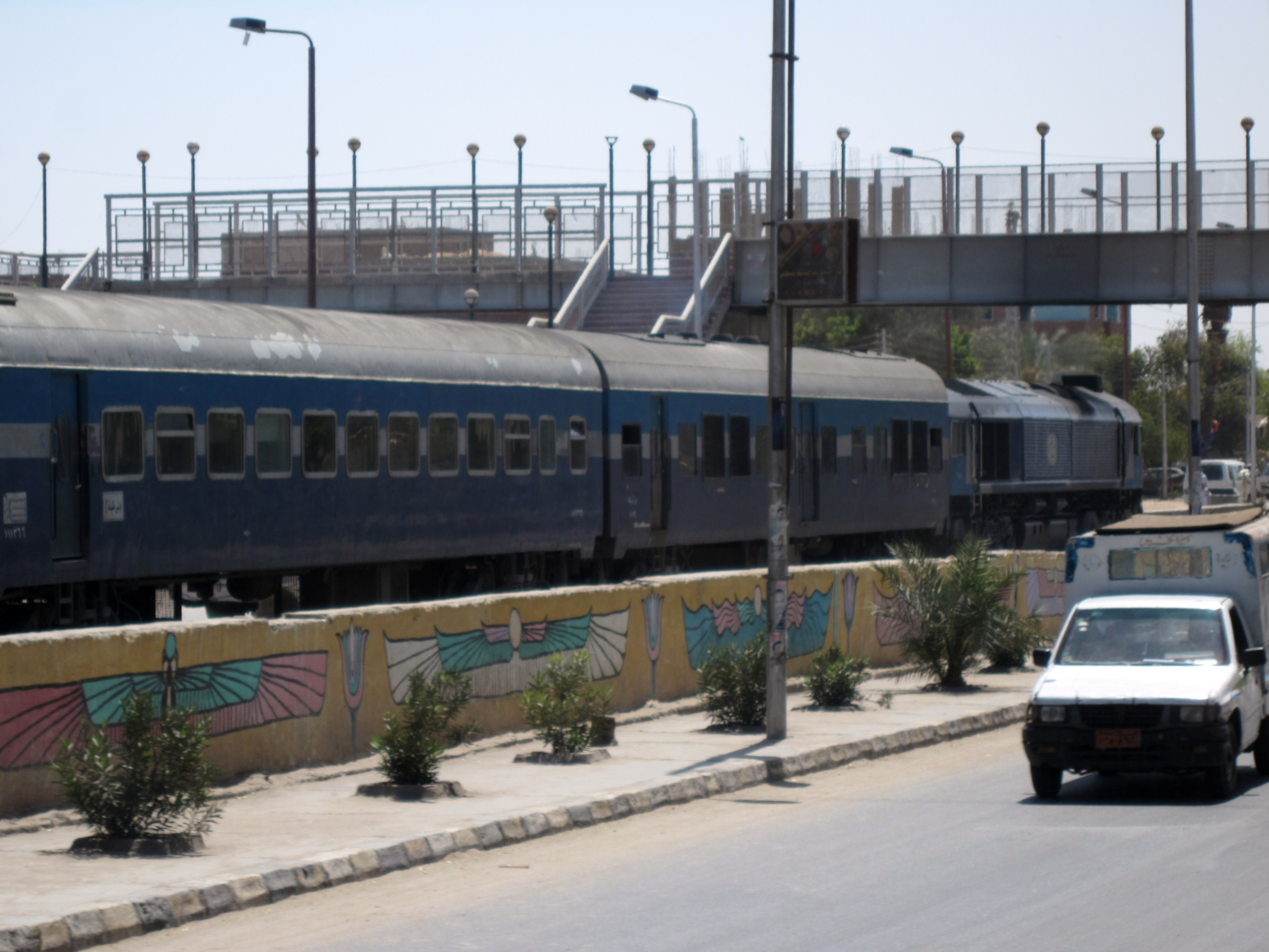
محطة قطار الصعيد.

مركز كوم أمبو محافظة أسوان بمصر.

## التقسيمات الإدارية

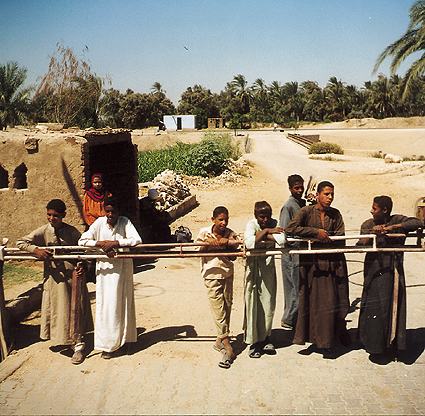

### مراكز المدن
- مدينة كوم أمبو ويبلغ عدد سكانها 335642 نسمة (2011)

كوم أمبو هي مدينة من مدن محافظة أسوان بجمهورية مصر العربية وتقع شمال مدينة أسوان بحوالي 45 كيلومتر وتمتد على ضفاف نهر النيل بمساحة 20 كيلوم متر مربع يحدها من الشمال مركز كلابشة ومن الشرق مركز نصر النوبة ومن الغرب الصحراء الغربية ومن الجنوب مركز دراو وهي تعتبر مركزاِ تجارياً كبيراً وتضم أكبر عدد للقرى وبها معبد كوم أمبو الشامخ على الضفة الشرقية للنيل كما يوجد بها مصنع السكر لتصنيع سكر القصب والعسل الأسود والخشب الحبيبي وبعض الصناعات العضوية.

### الوحدات المحلية القروية
* حجازه ويبلغ عدد سكانها 30000 نسمة .[بحاجة لمصدر]
- المنشية الجديدة ويبلغ عدد سكانها 31611 نسمة.
- كفور كوم أمبو ويبلغ عدد سكانها 19948 نسمة.
- سلوا بحري ويبلغ عدد سكانها 19025 نسمة.
- قرية العباسية ويبلغ عدد سكانها 29088 نسمة وهي وحدة محلية تتبعها مجموعة قرى وكانت تسمى قديما العاكفية طبقا لموسوعة التقسيم الإداري بالهيئة العامة. ومن أهم القرى قرية الإسماعيلية ويبلغ عدد السكان 15 ألف نسمة ويسكن فيها عائلة الجعافرة والقليعات والعبابدة، بالإضافة لعائلات عبابدة أخرى وبها مسجدان ووحدة صحية ومدرستان ابتدائية وإعدادية وبها نسبة تعليم عالية وقرية العرب ويبلغ عدد سكانها 11229 نسمة.
- قرية إقليت وهي تقع غرب النيل ويبلغ عدد سكانها 10713 نسمة.
- جزيرة فارس ويبلغ عدد سكانها 15260 نسمة. وهي أكبر قرية منتجة للمانجو والبلح والدوم في محافظة أسوان هذا إلى جانب موقعها المتميز على نهر النيل
- الكاجوج ويبلغ عدد سكانها 12256 نسمة تقريبا ويشتغل معظم سكانها بالزراعة ومن أشهر الزراعات التي بها البلح وقصب السكر والذرة الرفيعة
- قرية إقليت: ويبلغ عدد سكانها 28085 نسمة، ويعتبر موقع إقليت متميز حيث أنها على ضفاف نهر النيل حيث يستمتع سكانها وكذلك الزوار من السياح بمنظر خلاب،
- البيارة التي تطل على النيل والتي تبعد عن كوم أمبو 3.5 كيلو متر والتي تبعد عن قرية الشطب 2 كيلو متر وهي التي بها معبد كوم أمبو المعروف وهي خليط إداري ما بين قسم يتبع كوم أمبو وآخر يتبع جغرافيا دراو .

## السكان
عدد السكان 335642 نسمة والمساحة الكلية 2,866.28 كم2 أي حوالي 8.28% من مساحة المحافظة. بطول 45 كم على امتداد النيل وبعرض حوالي 15 كم. لكون المركز حديث النشأة نسبيا (تأسس عام 1901) تتسع مدينة كوم أمبو لحوالي نصف مليون نسمة ينقسم السكان بها إلى نصفين أساسيين السكان الأصليين وهم الذين يسكنون على ضفان النيل ويسمون بالخط الغربي وأسماء هذه القرى هي (فطيرة - إقليت - العدوة - كرم الديب - منيحة) هذة القرى هي الواقعة على الشط الشرقي لنهر النيل ومعظم سكانها يشتغلون بمهنة الزراعة وتربية الماشية والتجارة، أما النصف الثاني من السكان وهم الذين نزحوا لمدينة كوم أمبو للعمل بمصنع السكر بعد افتتاحه أو للتجارة في السوق الكبير الذي يقع بمركز المدينة وهؤلاء السكان معظم أصولهم من محافظة قنا ومحافظة سوهاج انتظموا في قرى وسبل شرق وادي كوم أمبو بعد استقرارهم فيها وسكنوا القرى بأسماء تشبه إلى حد كبير أسماء القرى التي هاجروا منها من قنا وسوهاج ومن أهم تلك القرى في كوم أمبو حاليا هي المنشية وحجازة والرغامة ونجع العرب وعزبة حجاجي والبساتين والبيارة والنجاجرة وكل هذه القرى حديثة جدا نظرا للقرى التي تقع على ضفاف النيل والتي تضم السكان الأصليين لمدينة كوم أمبو.

## الزراعة
وأهم الزراعات في كوم أمبوا هو محصول قصب السكر حيث ثلثى مساحة الأرض الزراعية تنشغل بهذا المحصول طول العام ويجمع القصب ويدخل المصنع لتصنيعه للسكر في فصل الشتاء أو موسم التصنيع وتوجد زراعة الفواكة مثل المانجو والليمون وهما أشهر الفواكه في مدينة كوم أمبو والموز والتمر والتين.

## المواقع الأثرية
- منطقة الد إدكاب: تقع على بعد 17 كم شمال إدفو على الصفة الشرقية للنيل. وتضم:
  - مقابر الأشراف : وقد نحتت في الصخر الرملي.
  - مقبرة بارحري
  - مقبرة أحمس ابن أبانا
  - مقبرة سيناو
  - مقبرة زنسي
  - معبد أمنحوتب الثالث
  - هيكل تحوت المعروف بالحمام
  - المعبد البطلمي.
  - وتتميز مدينة الكاب بأسوارها الضخمة والتي يطلق عليها العامة خطأ مخازن يوسف.
  - مقام السلطان عبد السلام بن مشيش بقرية فارس
- الكوم الأحمر على الضفة الغربية من النيل أمام قرية البصيلية (17 كم شمال إدفو) وهو موقع نخن أو هيراكونپوليس أول عاصمة لمصر الموحدة عام 3200 ق.م.، وعاصمة الإقليم الثالث من أقاليم مصر العليا وتحوي العديد من الآثار التي ترجع إلى عصور ما قبل التاريخ وكذلك العصور المتأخرة.
- معبد سيتي
- أديرة البويب
- دير باخوميوس
- هرم الكولا
- معبد حور محب